# Panathinaikos

Panathinaikos F.C., znan tudi kot Panathinaikos in Panathinaikos A.O. je grški profesionalni nogometni klub iz Aten, ustanovljen leta 1908. Prav zaradi slednjega podatka je Panathinaikos najstarejši, še aktivni grški nogometni klub. Je eden najuspešnejših klubov v Grčiji in je tudi eden izmed treh klubov, ki še nikoli niso bili relegirani v nižjo ligo. Domuje na  stadionu Apostolos Nikolaidis.
Njihov največji tekmec je Olympiakos. Derbije med tema dvema kluboma imenujejo tudi "Derbi večnih sovražnikov". Tekmovalnost je tako vroča, da se pogosto prenese tudi na preostale športe, kot sta košarka in odbojka, kjer si tekmeca prav tako stojita na nasprotnih straneh. 